# Priestley Peak
Priestley Peak är en bergstopp i Antarktis. Den ligger i Östantarktis. Australien gör anspråk på området. Toppen på Priestley Peak är 91 meter över havet.
Terrängen runt Priestley Peak är kuperad åt sydost, men åt nordväst är den platt. Havet är nära Priestley Peak åt nordost. Trakten är obefolkad. Det finns inga samhällen i närheten. 